# Ampithoe gammaroides
Ampithoe gammaroides är en kräftdjursart som först beskrevs av Charles Spence Bate 1856. Enligt Catalogue of Life ingår Ampithoe gammaroides i släktet Ampithoe och familjen Ampithoidae, men enligt Dyntaxa är tillhörigheten istället släktet Ampithoe och familjen Amphithoidae. Arten är reproducerande i Sverige. Inga underarter finns listade i Catalogue of Life.